# Kaupinsaaret (ö i Norra Österbotten)
Kaupinsaaret är en ö i Finland. Den ligger i vattendraget Kuivajoki och i kommunen Ijo i den ekonomiska regionen  Oulunkaari  och landskapet Norra Österbotten, i den centrala delen av landet, 600 km norr om huvudstaden Helsingfors. Öns area är 1,6 hektar och dess största längd är 500 meter i öst-västlig riktning.  Kaupinsaaret ligger i vatendraget Kuivajoki.